# Platja de Cueva
La platja de Cueva, també anomenada platja de la Arena, està situada en l'occident del Principat d'Astúries (Espanya), en el concejo de Valdés i pertany a la localitat de Cueva. Està en la Costa Occidental d'Astúries, a la franja que rep la catalogació de Paisatge Protegit de la Costa Occidental d'Astúries.

## Descripció
Té forma de petxina, la longitud mitjana és d'uns 500-550 m i una amplària mitjana d'uns 80 m. El seu entorn és residencial, amb un grau de perillositat és mitjà i una ocupació massiva durant els caps de setmana. El jaç és de sorra torrada de gra mitjà. En la part posterior, limitant amb l'herba, hi ha acumulació de còdols. Desemboca en ella el riu Esva la desembocadura del qual gairebé desapareix durant la pleamar.
Per accedir a la platja s'hauran de localitzar els pobles més propers que són Caroyas i Cueva. Si es viatja per la N-634 en sentit est-oest, està en la primera desviació a la dreta després de passar un pont molt elevat des d'on ja s'albira la platja. La desviació arriba fins a la mateixa platja. Entre els diversos atractius que té és la proximitat al «cap Busto» i a les «Hoces del Esva» que té la denominació de «Monument Natural».
La platja disposa d'equip de vigilància, serveis,dutxes i aparcament. Per a la pràctica del surf està denominada amb «Categoria 2». El camí d'accés per a automòbils és bastant estret i ha de prestar-se molta atenció en la conducció. Igualment, si s'efectuen banys a la zona de la desembocadura, cal parar esment als corrents perquè el canvi de direcció d'aquests és continu. El 21 de desembre de 2004 es va capturar a canya un exemplar de «Lagocephalus lagocephalus» de més de 60 cm de longitud.